# Tybald I Oszust
Tybald I, fr. Thibaud Ier le Tricheur (ur. ok. 910, zm. 16 stycznia 975) – pierwszy hrabia Blois, Chartres, Châteaudun i Tours. Syn Tybalda Starszego, wicehrabiego Blois, i Richildy, córki Hugona, hrabiego de Bourges.

## Życiorys
Tybald był wasalem księcia Francji Hugona Wielkiego. U jego boku toczył walki z karolińskim królem Ludwikiem IV, którego pojmał ok. 945 r. W zamian za odzyskanie wolności Ludwik ofiarował Tybaldowi miasto Laon. Tybald przybrał wówczas tytuł hrabiego Tours. Następnie uzyskał miasta Chartres i Châteaudun. Nawiązał bliskie relacje z hrabią Andegawenii Fulkiem II. W 958 r. obaj hrabiowie uznali siebie za "gubernatorów i administratorów królestwa Neustrii" oraz "hrabiów z bożej łaski" (comites Dei gratia).
Siostra Tybalda została żoną księcia Bretanii Alana II. W 952 Tybald został regentem Bretanii po śmierci Alana w imieniu jego małoletniego syna, Drogona. Po śmierci Drogona w 958 popierał Hoela z Nantes, zgłaszającego pretensje do Bretanii. W 960 r. przyjął tytuł hrabiego Blois.
Również w 960 r. rozpoczął długotrwałą wojnę z księciem Normandii Ryszardem I Nieustraszonym. W 961 r. zaatakował Évreux. W odpowiedzi Normandczycy zaatakowali Dunois. W 962 r. Tybaldowi udało się zdobyć Rouen. Odwet księcia Normandii zakończył się spaleniem Chartres. Tybaldowi udało się opanować zamki Saint-Aignan oraz Anguillon. W tym samym czasie wybudował zamek w Saumur.
W 966 podpisał pokój w Gisors.
Tybald zmarł w 975 r. Uczynił ze swojego hrabstwa ważny ośrodek polityczny w dolinie Loary.
Pomiędzy 942 a 945 r. Tybald poślubił Luitgardę (ok. 914 - 9 lutego 978), wdowę po Wilhelmie I Normandzkim, córkę Herberta II, hrabiego Vermandois, i Adeli, córki Roberta I, króla Franków Zachodnich. Tybald i Luitgarda mieli razem trzech synów i córkę:
- Tybald (zm. 962)
- Hugon (zm. 985), arcybiskup Bourges
- Odon I (ok. 950 - 12 marca 996), hrabia Blois
- Emma (zm. 1003), żona Wilhelma IV Żelazne Ramię, księcia Akwitanii, miała dzieci